# The Final Cut
The Final Cut  (с англ. — «Последняя рана» или «Окончательный монтаж») — двенадцатый студийный альбом британской рок-группы Pink Floyd, выпущенный 21 марта 1983 года на лейбле Harvest компании EMI Records. Подзаголовок: Реквием по послевоенной мечте Роджера Уотерса, исполненный Пинк Флойд. Памяти Эрика Флетчера Уотерса 1913−1944 (англ. A Requiem for the Post War Dream by Roger Waters, performed by Pink Floyd. For Eric Fletcher Waters 1913−1944). Альбом посвящён Эрику Флетчеру Уотерсу, отцу Роджера Уотерса, погибшему во Второй мировой войне.
Это последний альбом Pink Floyd, в создании которого участвовал Роджер Уотерс (он является автором всех композиций) и единственный записанный без Ричарда Райта. Уотерс считал, что The Final Cut станет последней работой группы, но позже Дэвид Гилмор разрушил эти планы, собрав Pink Floyd без Уотерса.
Альбом достиг первого места в хит-парадах Великобритании и шестого в США. К маю 1983 года в США было продано более миллиона экземпляров, и он получил статус платинового, а в 1997 году — двойного платинового. Тем не менее, The Final Cut является наименее продаваемым альбомом группы со времён Meddle. В 2004 году альбом был переиздан с добавлением одной композиции.

## Концепция альбома
Альбом представляет собой единую музыкально-поэтическую композицию, основанную на системе повторяющихся тем. Основная содержательная линия альбома — сопоставление Второй мировой войны, мечты о мирной послевоенной жизни, возникающей в воспоминаниях бывшего стрелка-радиста, и нового мира несостоявшихся надежд, личных крушений и новых военных конфликтов, таких, как Фолклендская война, Афганская война, Ливанская война. Эта концепция получила своё продолжение в одноимённом короткометражном фильме, созданном для поддержки альбома, в котором главным героем выступает учитель, ветеран Второй мировой войны, потерявший своего сына в Фолклендской войне.
The Final Cut продолжает и развивает темы, затронутые в предшествующем альбоме The Wall и вышедшем вслед за ним фильме «Pink Floyd The Wall». Так, в песне «When the Tigers Broke Free», написанной к этому фильму и выпущенной позже как самостоятельный сингл, Уотерс затрагивает тему гибели своего отца во Второй мировой войне в ходе Анцио-Неттунской операции. Также в альбоме встречаются пилот бомбардировщика, который является как бы развитием образа учителя из The Wall, и депрессивный человек, который чуть не покончил жизнь самоубийством.
Название альбома является отсылкой к шекспировской трагедии «Юлий Цезарь», в которой римский император обратился к своему убийце Бруту: «Из всех ударов твой был самым злым, немилосердным…».
Вторая сторона альбома начинается с композиции «Get Your Filthy Hands Off My Desert», в которой упоминается несколько военных конфликтов, которые на тот момент происходили или произошли незадолго до выхода альбома: ввод Брежневым советских войск в Афганистан, взятие Бейрута израильской армией при Бегине, вторжение Галтиери на Фолклендские острова и Маргарет Тэтчер, которая в ответ на это начала Фолклендскую войну:
Brezhnev took Afghanistan
Begin took Beirut
Galtieri took the Union Jack
And Maggie over lunch one day
took a cruiser with all hands
apparently to make him give it back
Упоминание Афганской войны и Брежнева, который ещё раз вместе с «партией» упоминается в песне «The Fletcher Memorial Home», послужило причиной для запрета этого альбома Pink Floyd в СССР с официальной формулировкой «извращение внешней политики СССР».

## История создания
Первоначально планировалось создать отдельный саундтрек к фильму, составленному из музыкальных фрагментов, записанных для альбома The Wall и фильма «Pink Floyd The Wall». Помимо двух песен «When the Tigers Broke Free (Parts 1 and 2)» и «What Shall We Do Now?» (которые в итоге в альбом не вошли) в него планировалось включить перезаписанные версии песен «Mother», «Bring the Boys Back Home», «Another Brick in the Wall (Part 3)», «Outside the Wall» и новые версии «In the Flesh?» и «In the Flesh» в вокальном исполнении Боба Гелдофа, а также некоторые не вошедшие ни в фильм, ни в альбом песни. Этот альбом должен был называться Spare Bricks, но во время первых записей его было решено переименовать в The Final Cut.
Когда песня «When the Tigers Broke Free» была издана в качестве сингла с перезаписью «Bring the Boys Back Home» на второй стороне, этикетки на обеих сторонах гласили, что песни должны были войти в готовившийся альбом The Final Cut. Однако ни одна песня в конечном счёте не была включена в альбом в связи с решением Роджера Уотерса кардинально изменить содержание и цель этого альбома. Постепенно он оформился в полномасштабный антивоенный альбом с собственной концепцией, куда помимо первоначального материала вошли новые песни.
Запись альбома проходила в восьми студиях, включая 
Mayfair, RAK, Olympic, Abbey Road, Eel Pie, Audio International, а также домашнюю студию Гилмора «Hookend Manor» и домашнюю студию Уотерса «Billiard Hall» в Ист-Шине. Из-за конфликтов между участниками группы, начавшихся ещё при работе над альбомом The Wall, альбом The Final Cut стал единственным, в записи которого не принимал участия клавишник Ричард Райт, а гитарист Дэвид Гилмор, бывший ранее основным вокалистом группы, спел только в композиции «Not now John». Гилмор считал, что альбом должен включать в себя совершенно новый материал, а не переработанные песни, не пригодившиеся для предыдущей пластинки. В свою очередь, Уотерс начал утверждать, что Гилмор не вносит существенного вклада в сочинение песен. Композитор Майкл Кэймен, один из авторов оркестровых аранжировок The Wall, которого пригласили на запись нового альбома в качестве пианиста вместо ушедшего из группы Райта, то и дело выступал посредником в спорах Уотерса с Гилмором. Напряжение внутри группы нарастало. И хотя Уотерс и Гилмор работали независимо друг от друга, отношения межу ними накалялись. Временами гитарист едва сохранял самообладание. После очередной ссоры имя Гилмора исчезло из списка продюсеров альбома (тем не менее, музыканту сохранили продюсерские отчисления). Позже Гилмор отмечал: «Я, конечно, виноват в том, что иногда бываю ленив… но он [Уотерс] был не прав в том плане, что хотел включить в The Final Cut ряд дурацких треков».

## Обложка
Дизайн обложки создавал сам Уотерс, используя фотографию, сделанную его зятем Вилли Кристи. На обложке изображены мак, как символ памяти по погибшим в Первую и Вторую мировые войны (слева вверху), и четыре орденские ленты (справа внизу). Издание на виниловых пластинках представляло оригинальную обложку, но без названия альбома. На задней стороне альбома изображён сам Роджер Уотерс с коробкой киноплёнки, в военной форме Второй мировой войны, стоящий перед маковым полем, в спине у него торчит нож, что олицетворяет его непростые отношения с Аланом Паркером, режиссёром фильма «Pink Floyd The Wall».

## Критические оценки
В целом, альбом получил смешанные оценки. Гилмор, который никогда не скрывал своего пренебрежительного отношения к этой пластинке, назвал её содержание «дешёвым наполнителем того типа, который мы годами не пропускали на пластинки Pink Floyd». Между тем, музыкальный критик Курт Лодер из журнала «Rolling Stone» поставил альбому высший балл, назвав его «превосходным достижением […] величайшей вершиной арт-рока». При этом он рассматривал запись как «по сути, сольный проект Роджера Уотерса».

## Переиздания
В 1986 году альбом был переиздан на CD. CD в новом цифровом мастеринге был выпущен в 1994 году. Обновлённая версия альбома была выпущена 19 марта 2004 года в Европе и 4 мая в США в честь 21-летия альбома. В это переиздание в слегка ремикшированном виде была добавлена песня «When the Tigers Broke Free», ранее доступная для прослушивания только в качестве сингла к фильму «Pink Floyd The Wall» и в альбоме-сборнике Echoes: The Best of Pink Floyd (2001).

## Список композиций

### Оригинальный релиз

#### Сторона 1
1. The Post War Dream (Послевоенная мечта) — 3:02
2. Your Possible Pasts (Твоё возможное прошлое) — 4:22
3. One of the Few (Один из немногих) — 1:23
4. The Hero’s Return (Возвращение героя) — 2:56
5. The Gunner’s Dream (Сон стрелка) — 5:07
6. Paranoid Eyes (Параноидальные глаза) — 3:40

#### Сторона 2
1. Get Your Filthy Hands Off My Desert (Убери свои грязные руки от моей пустыни) — 1:17
2. The Fletcher Memorial Home (Мемориальный дом Флэтчера) — 4:11
3. Southampton Dock (Саутгемптонский причал) — 2:13
4. The Final Cut (Окончательный монтаж/Последняя рана) — 4:46
5. Not Now John (Не сейчас, Джон) — 5:01
6. Two Suns in the Sunset (Два солнца на закате) — 5:14

В названиях некоторых песен присутствует игра слов.

### Переиздание 2004 года
1. The Post War Dream (Послевоенная мечта) — 3:00
2. Your Possible Pasts (Твоё возможное прошлое) — 4:26
3. One of the Few (Один из немногих) — 1:11
4. When the Tigers Broke Free (Когда тигры вырвались на свободу) — 3:16
5. The Hero’s Return (Возвращение героя) — 2:43
6. The Gunner’s Dream (Сон стрелка-радиста) — 5:18
7. Paranoid Eyes (Параноидальные глаза) — 3:41
8. Get Your Filthy Hands Off My Desert (Убери свои грязные руки от моей пустыни) — 1:17
9. The Fletcher Memorial Home (Мемориальный дом Флэтчера) — 4:12
10. Southampton Dock (Саутгемптонский причал) — 2:10
11. The Final Cut (Последняя рана) — 4:45
12. Not Now John (Не сейчас, Джон) — 4:56
13. Two Suns in the Sunset (Два солнца на закате) — 5:23

## Участники записи
- Роджер Уотерс — вокал, бас-гитара, акустическая гитара, синтезатор
- Дэвид Гилмор — гитара, бас-гитара, вокал на «Not Now John»
- Ник Мейсон — ударные, перкуссия, голофонические звуковые эффекты

А также:
- Майкл Кэймен — фортепиано, фисгармония
- Энди Боун (Andy Bown) — орган Хаммонда
- Рэй Купер (Ray Cooper) — перкуссия
- Энди Ньюмарк (Andy Newmark) — ударные на «Two Suns…»
- Рафаэль Рэйвенскрофт (Raphael Ravenscroft) — тенор-саксофон
- Национальный филармонический оркестр (National Philharmonic Orchestra) (дирижёр Майкл Кэймен)

## Фильм
В поддержку альбома был создан короткометражный (девятнадцатиминутный) психоделический фильм, где в главных ролях снялись Алекс МакЭвой и Роджер Уотерс. Фильм «The Final Cut» тесно связан с фильмом «Pink Floyd The Wall», который вышел на год ранее в 1982 году, и является сиквелом к нему. В фильме использованы четыре песни из альбома The Final Cut, которые в его контексте обрастают новым смыслом:
- «The Gunner’s Dream»
- «The Final Cut»
- «Not Now John»
- «The Fletcher Memorial Home»

Идея фильма состоит в развитии одной из тем альбома — истории учителя, ветерана второй мировой войны, потерявшего своего сына во время Фолклендской войны. В фильме присутствуют также другие персонажи из альбома — проститутка из песни «Your Possible Pasts», Маргарет Тэтчер, пациент психиатрической лечебницы «Мемориальный дом Флетчера».

## Альбомные синглы
- When the Tigers Broke Free / Bring the Boys Back Home (версия из фильма «Стена») — 1982
- Not Now John / The Hero's Return (Parts 1 and 2) — 1983
- Your Possible Pasts — 1983

## Хит-парады
| Год  | Хит-парад                | Позиция |
| ---- | ------------------------ | ------- |
| 1983 | Альбомы в Великобритании | 1       |
| 1983 | Billboard 200            | 6       |
| 1983 | Хит-парад Норвегия       | 1       |